# Sainte-Radegonde (Aveyron)
Sainte-Radegonde – miejscowość i gmina we Francji, w regionie Oksytania, w departamencie Aveyron. W 2013 roku jej populacja wynosiła 1813 mieszkańców. Przez gminę przepływa rzeka Aveyron. 